# Іван Бабич
Іван Бабич (серб. Иван Бабић; нар. 2 січня 1981, Ново Село, Врнячка-Баня, СФР Югославія) — югославський та сербський футболіст та тренер, виступав на позиції центрального захисника.

## Кар'єра гравця
Футболом розпочав займатися футболом у «Омладинці» з рідного Ново Село, а згодом перебрався до «Хайдука» з Ярчуйка. Професіональну кар'єру розпочав у «Бораці» з Чачака, в якому 1999 року дебютував у Першій лізі СР Югославії. Під час зимової перерви визе вказаного сезону перебрався в «Напредек» з Крушеваца. Посівши перше місце в турнірній таблиці східної групи Другої ліги, команда «Напередка» здобула вихід до вищого дивізіону чемпіонату країни. У 2000 році «Напредак» взяв участь у фіналі Кубку СР Югославії проти «Црвени Звезди», а того ж літа зіграв у Кубку УЄФА проти ОФІ з Криту. У наступних сезонах Бабич закріпився у складі «Напредка», але клуб згодом опустився на нижчий рівень змагань. Згодом напредакський клуб повернувся в еліту югославського футболу, вигравши останній чемпіонський титул Східної групи Другої ліги Югославії. У червні 2004 року перебрався в белградський «Партизан», з яким підписав чотирирічний контракт. Однак у футболці «Партизана» не виступав в офіційних матчах, протягом дії контракту з клубом виступав в оренді в інших командах, у тому числі «Напредак». На початку липня 2008 року вільним агентом залишив сербський гранд та переїхав до України, де підписав контракт з «Таврією». У футболці сімферопольського клубу не зіграв жодного офіційного матчу й 23 липня 2008 року залишив український клуб та повернувся на батьківщину, де знову став гравцем «Напредака». Після «Напредека» Бабич посилив лави тодішньої першолігової команди «Нові Пазар». Завдяки зняттю БАСКа, чемпіона вище вказаного турніру сезону 2010/11, «Нові Пазар», як третя команда в таблиці, домігся місця в Суперлізі Сербії. Після п'яти поспіль поразок свого клубу на старті змагань, 24 вересня 2011 року став автором першого в історії голу «Нові Пазара» в сербській Суперлізі, завдяки чому команда отримала мінімальну перемогу над «Смедеревом». Влітку 2012 року приєднався до «Металаца» з Горнія Милановаця, і того ж року зіграв товариський матч з другою збірною Сербії з нагоди відкриття нового стадіону клубу. На початку 2013 року повернувся в чачацький «Борац», і залишався в клубі до завоювання місця в сербській Суперлізі, після закінчення сезону 2013/14 років. Після цього перейшов до кральєвської «Слоги». Після вильоту клубу з національних змагань залишався частиною команди протягом сезону 2015/16 років у Сербській лізі Захід. Клубу не вдалося зберегти свого місця й у цьому змаганні, оскільки за підсумками сезону команда вилетіла до зонального турніру, а Іван Бабич завершив кар'єру гравця. Згодом виступав за футзальний клуб «Карановац».

## Кар'єра тренера
Після завершення кар'єри професіонального гравця присвятив себе тренерській роботі, яку розпочав у «Гочі» з Врнячки-Бані. Протягом літа 2017 року, перед початком сезону 2017/18 років у Першій лізі Сербії Бабич призначений помічником головного тренера Велька Доведана у «Темничі» з Варварина. Раніше Іван перетинався з вище вказаним фахівцем під час виступів у кралєвській «Слозі». На початку наступного календарного року Бабича представили новим тренером футбольного клубу «Тутін», а згодом він очолив вище вказаний клуб у Сербській лізі «Захід». Після цього очолив молодіжну команду крушевацкого «Напредека» і працював тренером молодіжної команди до кінця 2019 року. Після призначення Івана Стефановича тренером першої команди «Напредка», Бабич переведений до тренерського штабу як його асистент. Іван очолив команду наприкінці гри проти «Радника» з Сурдулиці наприкінці лютого 2020 року після виключення голови тренерського штабу. Після звільнення Стефановича в середині березня того ж року Бабич разом з Бояном Миладиновичем очолив команду «Напредка» в поєдинку проти «Црвени Звезди» в 26-му турі Суперліги Сербії сезону 2019/20. Згодом Іван входив до тренерського штабу Драгана Івановича, а після його відставки знову очолив команду проти «Црвени Звезди» в 10-му турі чемпіонату сезону 2020/21. Сезон 2021/22 років розпочинав тренером юнацької команди «Напередка».

## Досягнення
«Борац» (Чачак)
- Друга ліга Югославії — група «Захід»
  -  Чемпіон (1): 1998/99[23]

«Напредак» (Крушевац)
- Друга ліга Югославії — група «Схід»
  -  Чемпіон (2): 1999/00[1], 2002/03[3]